# 제왕시
헤르만 궁켈은 열 편의 시편을 왕권을 주제로 삼아 제왕시(Royal psalms, 왕의 시편)로 분류했다. 특히 제왕시는 야훼 예배에서 왕의 영적 역할을 다룬다. 이 단 하나의 특징 외에는 열 편의 시편을 구체적으로 연결하는 다른 요소는 없다. 각 시편은 해당 주제인 왕을 명시적으로 언급한다. 그러나 왕을 직접 언급하지 않는 다른 시편들(예: 시편 22편)은 왕을 위해 쓰였을 가능성이 제기되어 왔다.
구약학자 브레바드 차일즈는 제왕시가 시편 전체에 전략적으로 분산되어 있을 가능성을 제기했다. 차일즈에 따르면, 이러한 시편들은 종종 다른 시편들과 짝을 이루어 종말론적이고 메시아적인 의미를 부여한다.

## 궁켈의 제왕시
- 시편 2편
- 시편 18편
- 시편 20편
- 시편 21편
- 시편 45편
- 시편 72편
- 시편 101편
- 시편 110편
- 시편 132편
- 시편 144편

## 기타 제왕시
추가적으로 시편 93편, 시편 94편, 시편 95편, 시편 96편, 시편 97편, 시편 98편, 시편 99편은 제왕시로 불리는데 그 이유는 이 시편들이 하나님을 왕으로 칭송하기 때문이다.